# Sićaš li se Lungomare
Sićaš li se Lungomare pjesma je s kojom je Vinko Coce osvojio prvu nagradu Splitskog festivala 1993. godine. Toponimi na koje pjesma aludira odnose se na opatijski Lungomare i na grad Rijeku (bella Fiume).

## Tekst
Sićaš li se di je lungo mare,

Sićaš li se di su pisme stare,

Sićaš li se di je bella Fiume,

Tu di si se zajubila u me.

Jedna ruža cvate samo za te,

Druga vene usrid mene.

Vilo moja kada pođeš spati

Ja ću našu pismu zakantati.

Pismu koju na našemu moru

Dragi dragoj piva na prozoru.

Sićaš li se di je zvizda mora,

I Marija, kraljica vapora.

Sićaš li se di je vrime stalo

One noći kad se ljubovalo.

Jedna ruža cvate samo za te,

Druga vene usrid mene.

Vilo moja, kada pođeš spati

Ja ću našu pismu zakantati.

Pismu koju na našemu moru

Dragi dragoj piva na prozoru.